# Макаренко, Виктор Николаевич
Ви́ктор Никола́евич Мака́ренко (29 июня 1937 года, Одесса, УССР, СССР — 20 декабря 2008 года, Москва, Россия) — советский и российский художник, член-корреспондент Российской академии художеств (2007).

## Биография
Родился 29 июня 1937 года в Одессе, жил в Одессе и Москве.
Выпускник Одесского художественного училища, Новочеркасского политехнического института.
В 1973 году — окончил Московское высшее художественно-промышленное училище.
С 1970 года — член Московского Союза художников, с 1987 года — член Союза художников СССР, с 1994 года — член Союза портретистов при ЮНЕСКО.
В 2007 году — избран академиком Международной академии творчества.
В 2007 году — избран членом-корреспондентом Российской академии художеств от Отделения.
Виктор Николаевич Макаренко умер 20 декабря 2008 года в Москве. Похоронен на Котляковском кладбище.

## Творческая деятельность
Среди основных работ: «Жар души» (1985), «Самовар с сайками» (1987), «Пионы» (1990), «Первый успех» (1991), «Праздник лета» (1992), «Ню Восток. Кальян» (1993), «Откровение формы» (1994), «Радость в цвете» (1995), «Добродетель» (1996), «Натюрморт с желтыми цветами», «Канун праздника», «Белые цветы» (все — 2001) «Весенний чай», «Маковое лето», «Клюква к зиме» (все — 2002), «Маков цвет», «Доброе утро», «Ромашки» (все — 2004).
Автор статей по колориту, композиции в живописи и в архитектуре.

## Награды
- Медаль ВДНХ (1980)
- диплом Синода и Патриархии Русской Православной церкви (1990)